# شيلدون
شيلدون (بالإنجليزية: Sheldon, Iowa)‏ هي مدينة تقع في ولاية آيوا في الولايات المتحدة. تبلغ مساحة هذه المدينة 11.65 (كم²)، وترتفع عن سطح البحر 435 م، بلغ عدد سكانها 5188 نسمة في عام 2012 حسب إحصاء مكتب تعداد الولايات المتحدة.

## التركيبة السكانية
قام مكتب تعداد الولايات المتحدة بتحديد بيانات التركيبة السكانية لشيلدونفي تعداد الولايات المتحدة. في ما يلي، التركيبة السكانية حسب تعدادي 2000 و2010.

### تعداد عام 2000
بلغ عدد سكان شيلدون 4,914 نسمة بحسب تعداد عام 2000، وبلغ عدد الأسر 2,006 أسرة وعدد العائلات 1,285 عائلة مقيمة في المدينة. في حين سجلت الكثافة السكانية 1,119.6 نسمة لكل ميل مربع (432.3/كم2). وبلغ عدد الوحدات السكنية 2,126 وحدة بمتوسط كثافة قدره 484.4 نسمة لكل ميل مربع (187.0/كم2).
وتوزع التركيب العرقي للمدينة بنسبة 97.48% من البيض و 0.06% من الأمريكيين الأصليين و 0.77% من الأمريكيين ذوي الأصول الآسيوية و 0.43% من الأمريكيين الأفارقة و 0.45% من عرقين مختلطين أو أكثر.
بلغ عدد الأسر 2,006 أسرة كانت نسبة 29.0% منها لديها أطفال تحت سن الثامنة عشر تعيش معهم، وبلغت نسبة الأزواج القاطنين مع بعضهم البعض 56.5% من أصل المجموع الكلي للأسر، ونسبة 4.9% من الأسر كان لديها معيلات من الإناث دون وجود شريك، وكانت نسبة 35.9% من غير العائلات. تألفت نسبة 31.2% من أصل جميع الأسر من أفراد ونسبة 13.0% كانوا يعيش معهم شخص وحيد يبلغ من العمر 65 عاماً فما فوق. وبلغ متوسط حجم الأسرة المعيشية 2.96، أما متوسط حجم العائلات فبلغ 2.34.
بلغ العمر الوسطي للسكان 38 عاماً. وكانت نسبة 10.8% بين الثامنة عشر والأربعة وعشرون عاماً، ونسبة 24.9% كانت واقعةً في الفئة العمرية ما بين الخامسة والعشرون حتى والأربعة وأربعون عاماً، ونسبة 21.2% كانت ما بين الخامسة والأربعون حتى الرابعة والستون، ونسبة 19.5% كانت ضمن فئة الخامسة والستون عاماً فما فوق. يوجد لكل 100 أنثى 95.9 ذكر، ويوجد لكل 100 أنثى في الثامنة عشر من عمرها فما فوق 94.1 ذكر.
بلغ متوسط دخل الأسرة في المدينة 34,058 دولار، أما متوسط دخل العائلة فبلغ 43,346 دولار. وكان متوسط دخل الذكور 31,026 دولار مقابل 20,604 دولار للإناث. وسجل دخل الفرد الخاص بالمدينة 18,254 دولار. وكانت نسبة 3.6% من العائلات ونسبة 7.6% من السكان تحت خط الفقر، وكان من هؤلاء نسبة 8.1% تحت سن الثامنة عشر ونسبة 6.2% في الخامسة والستين من العمر وما فوق.

### تعداد عام 2010
بلغ عدد سكان شيلدون 5,188 نسمة بحسب تعداد عام 2010، وبلغ عدد الأسر 2,213 أسرة وعدد العائلات 1,300 عائلة مقيمة في المدينة. في حين سجلت الكثافة السكانية 1,152.9 نسمة لكل ميل مربع (445.1/كم2). وبلغ عدد الوحدات السكنية 2,365 وحدة بمتوسط كثافة قدره 525.6 لكل ميل مربع (202.9/كم2).
وتوزع التركيب العرقي للمدينة بنسبة 93.7% من البيض و 1.1% من الأمريكيين ذوي الأصول الآسيوية و 0.6% من الأمريكيين الأفارقة و 0.8% من عرقين مختلطين أو أكثر.
بلغ عدد الأسر 2,213 أسرة كانت نسبة 26.3% منها لديها أطفال تحت سن الثامنة عشر تعيش معهم، وبلغت نسبة الأزواج القاطنين مع بعضهم البعض 49.6% من أصل المجموع الكلي للأسر، ونسبة 6.3% من الأسر كان لديها معيلات من الإناث دون وجود شريك، بينما كانت نسبة 2.9% من الأسر لديها معيلون من الذكور دون وجود شريكة وكانت نسبة 41.3% من غير العائلات. تألفت نسبة 35.0% من أصل جميع الأسر من أفراد ونسبة 17.5% كانوا يعيش معهم شخص وحيد يبلغ من العمر 65 عاماً فما فوق. وبلغ متوسط حجم الأسرة المعيشية 2.96، أما متوسط حجم العائلات فبلغ 2.28.
بلغ العمر الوسطي للسكان 39.4 عاماً. وكانت نسبة 23.1% من القاطنين تحت سن الثامنة عشر، وكانت نسبة 9.5% بين الثامنة عشر والأربعة وعشرون عاماً، ونسبة 24.1% كانت واقعةً في الفئة العمرية ما بين الخامسة والعشرون حتى والأربعة وأربعون عاماً، ونسبة 24.8% كانت ما بين الخامسة والأربعون حتى الرابعة والستون، ونسبة 18.6% كانت ضمن فئة الخامسة والستون عاماً فما فوق. وتوزع التركيب الجنسي للسكان بنسبة 50.7% ذكور و49.3% إناث.

## وصلات خارجية
- City of Sheldon